# Zee Entertainment Enterprises
Zee Entertainment Enterprises est la deuxième plus grande société indienne de médias de divertissement, dont le siège est à Bombay, Maharashtra et une filiale du groupe Essel. Le président, directeur général et fondateur de la société est Subhash Chandra et le PDG est Puneet Goenka. Avec une forte présence à travers le monde, Zee divertit plus de 730 millions de téléspectateurs dans 169 pays.

## Histoire
En avril 1995, la société a lancé la chaîne de cinéma premium Zee Cinema, la première chaîne de ce type dans le pays,,. Jusqu'en 1999, la programmation était assurée par Star TV. Au cours des années suivantes, Zee Cinema a également répondu aux besoins des marchés internationaux comme l'Amérique du Sud-Est, l'Europe, le Moyen-Orient, l'Afrique du Nord, le Pakistan et l'Indonésie et en Asie-Pacifique et dans le reste de l'Afrique. Zee Cinema (Canada) est disponible au Canada en tant que coentreprise avec Ethnic Group.
Zee Telefilms a lancé un bloc de programmation de marque Nickelodeon en 1999 dans le cadre d'un accord de distribution entre Viacom International et Zee Telefilms. Il a été remplacé par un nouveau bloc Cartoon Network en 2002.
En 2008, Zee Networks a lancé Zee Motion Pictures et Zee Limelight (maintenant Zee Studios) pour le développement, la production, la distribution et la commercialisation de films grand public en langues indiennes, notamment l'hindi, le malayalam, le tamoul, le télougou, le kannada, le bengali et le marathi.
En 2015, Zee acquired Sarthak TV, une chaîne de télévision payante en langue Odia.

## Identité visuelle

Logo de 2017 à 2025
Logo depuis 2025

### Production du film
En 2008, Zee Motion Pictures a été lancée, une filiale de Zee Entertainment Enterprises Network, qui se concentre sur le développement, la production, la distribution et la commercialisation de films en hindi ainsi que dans sept autres langues locales : marathi, bengali, telugu, kannada, tamoul, français et anglais.

## Chaînes possédées

### Inde
| Chaînes            | Lancé | Langue                                    | Catégorie                         | Disponibilité SD/HD | Notes                                          |
| ------------------ | ----- | ----------------------------------------- | --------------------------------- | ------------------- | ---------------------------------------------- |
| Zee TV             | 1992  | Hindi                                     | Divertissement général            | SD+HD               |                                                |
| &TV                | 2015  | Hindi                                     | Divertissement général            | SD+HD               |                                                |
| Zee Anmol          | 2013  | Hindi                                     | Divertissement général            | SD                  |                                                |
| Big Magic          | 2011  | Hindi                                     | Divertissement général            | SD                  |                                                |
| Zee Zindagi        | 2014  | Hindi                                     | Divertissement général            | SD                  |                                                |
| Zee Cinema         | 1995  | Hindi                                     | Films                             | SD+HD               |                                                |
| Zee Classic        | 2005  | Hindi                                     | Films                             | SD                  |                                                |
| Zee Action         | 2006  | Hindi                                     | Films                             | SD                  |                                                |
| Zee Anmol Cinema   | 2016  | Hindi                                     | Films                             | SD                  |                                                |
| Zee Bollywood      | 2018  | Hindi                                     | Films                             | SD                  |                                                |
| &pictures          | 2013  | Hindi                                     | Films                             | SD+HD               |                                                |
| &xplor HD          | 2019  | Hindi                                     | Films                             | SD+HD               |                                                |
| Zee Anmol Cinema 2 | 2024  | Hindi                                     | Films                             | SD                  | Anciennement Zee Ganga                         |
| Zing               | 2009  | Hindi                                     | Youth                             | SD                  | Anciennement Zee Muzic                         |
| Zee Café           | 2000  | Anglais                                   | Divertissement général            | SD+HD               | Anciennement Zee English                       |
| &flix              | 2000  | Anglais                                   | Films                             | SD+HD               | Anciennement Zee Studio                        |
| &privé HD          | 2017  | Anglais                                   | Films                             | HD                  |                                                |
| Zee Zest           | 2010  | Hindi, Anglais                            | Style de vie                      | SD+HD               | Anciennement Living Foodz et Zee Khana Khazana |
| Zee Theatre        | 2018  | Hindi, Anglais, Ourdou, Marathi, Gujarati | Pièces de théâtre à la télévision | SD                  |                                                |
| Zee Bangla         | 1999  | Bengali                                   | Divertissement général            | SD+HD               | Anciennement Alpha TV Bangla                   |
| Zee Bangla Cinema  | 2012  | Bengali                                   | Films                             | SD                  |                                                |
| Zee Biskope        | 2020  | Bhojpuri                                  | Films                             | SD                  |                                                |
| Zee Marathi        | 1999  | Marathi                                   | Divertissement général            | SD+HD               | Anciennement Alpha TV Marathi                  |
| Zee Yuva           | 2016  | Marathi                                   | Divertissement général            | SD                  |                                                |
| Zee Talkies        | 2007  | Marathi                                   | Films                             | SD+HD               |                                                |
| Zee Chitramandir   | 2021  | Marathi                                   | Films                             | SD                  |                                                |
| Zee Sarthak        | 2010  | Odia                                      | Divertissement général            | SD                  | Anciennement Sarthak TV                        |
| Zee Punjabi        | 2020  | Punjabi                                   | Divertissement général            | SD                  | Anciennement Alpha TV Punjabi                  |
| Zee Kannada        | 2006  | Kannada                                   | Divertissement général            | SD+HD               |                                                |
| Zee Picchar        | 2020  | Kannada                                   | Films                             | SD+HD               |                                                |
| Zee Keralam        | 2018  | Malayalam                                 | Divertissement général            | SD+HD               |                                                |
| Zee Tamil          | 2008  | Tamil                                     | Divertissement général            | SD+HD               |                                                |
| Zee Thirai         | 2020  | Tamil                                     | Films                             | SD+HD               |                                                |
| Zee Telugu         | 2004  | Telugu                                    | Divertissement général            | SD+HD               | Anciennement Alpha TV Telugu                   |
| Zee Cinemalu       | 2016  | Telugu                                    | Films                             | SD+HD               |                                                |

### Internationale
| Chaînes           | Lancé | Langue       | Catégorie              | Disponibilité SD/HD | Notes |
| ----------------- | ----- | ------------ | ---------------------- | ------------------- | ----- |
| Zee World         | 2015  | Anglais      | Divertissement général | SD/HD               |       |
| Zee Bollynova     | 2017  | Anglais      | Divertissement général | SD/HD               |       |
| Zee One (Afrique) | 2021  | Anglais      | Divertissement général | SD/HD               |       |
| Zee Famliy        | 2023  | Anglais      | Divertissement général | SD/HD               |       |
| Zee Zonke         | 2023  | Zoulou       | Divertissement général | SD/HD               |       |
| Zee France        | 2005  | Français     | Divertissement général | SD/HD               |       |
| Zee Magic         | 2015  | Français     | Divertissement général | SD/HD               |       |
| Zee Bioskop       | 2013  | Indonésienne | Divertissement général | SD/HD               |       |
| Zee Mundo         | 2016  | Espagnol     | Films                  | SD/HD               |       |
| Zee Alwan         | 2012  | Arabe        | Divertissement général | SD/HD               |       |
| Zee Aflam         | 2008  | Arabe        | Films                  | SD/HD               |       |
| Zee Nung          | 2014  | thaï         | Divertissement général | SD/HD               |       |
| Zee Phim          | 2017  | Vietnamien   | Films                  | SD/HD               |       |

### Chaînes disparues
| Chaînes           | Lancé | Défunte | Langues        | Catégorie              | Disponibilité SD/HD | Notes                                                    |
| ----------------- | ----- | ------- | -------------- | ---------------------- | ------------------- | -------------------------------------------------------- |
| Zee Next          | 2007  | 2009    | Hindi          | Divertissement général | SD                  |                                                          |
| Zee Smile         | 2004  | 2016    | Hindi          | Divertissement général | SD                  | Anciennement Smile TV                                    |
| 9X                | 2007  | 2015    | Hindi          | Divertissement général | SD                  | Acquis auprès de 9X Media                                |
| Zee Jagran        | 2005  | 2015    | Hindi          | Dévotieux              | SD                  |                                                          |
| Zee Premier       | 2006  | 2015    | Hindi          | Films                  | SD                  | Anciennement Premier Cinema                              |
| ZeeQ              | 2010  | 2017    | Hindi          | Enfants                | SD                  |                                                          |
| Zee Muzic         | 1997  | 2009    | Hindi          | Musique                | SD                  | Remplacé par Zing TV                                     |
| Zee ETC Bollywood | 1999  | 2020    | Hindi          | Musique                | SD                  | Anciennement ETC et ETC Bollywood                        |
| Zee Khana Khazana | 2010  | 2015    | Hindi          | Style de vie           | SD                  | Remplacé par Living Foodz                                |
| EL TV             | 1996  | 1998    | Hindi          | Divertissement général | SD                  | Remplacé par Zee India TV                                |
| Zee India TV      | 1998  | 1999    | Hindi          | Infodivertissement     | SD                  | Remplacé par Zee News                                    |
| Zee Select        | 2004  | 2005    | Anglais        | Films                  | SD                  | Anciennement MX                                          |
| Zee Studio        | 2005  | 2018    | Anglais        | Films                  | SD                  | Anciennement Zee Movies, Zee MGM et Zee Movie Zone (ZMZ) |
| Zee Trendz        | 2003  | 2014    | Anglais        | Style de vie           | SD                  | Anciennement Trendz TV                                   |
| Zee Sports        | 2005  | 2010    | Anglais        | Sport                  | SD                  | Fusionné avec TEN Action                                 |
| Living Foodz      | 2015  | 2020    | Anglais, Hindi | Style de vie           | SD+HD               | Remplacé par Zee Zest                                    |
| Living Travelz    | 2017  | 2017    | Anglais, Hindi | Connaissance           | SD                  |                                                          |
| Zee Ganga         | 2013  | 2024    | Bhojpuri       | Divertissement général | SD                  | Remplacé par Zee Anmol Cinema 2                          |
| Zee Gujarati      | 2000  | 2009    | Gujarati       | Divertissement général | SD                  | Anciennement Alpha TV Gujarati                           |
| Zee Vajwa         | 2020  | 2022    | Marathi        | Musique                | SD                  |                                                          |
| Zee ETC Punjabi   | 2001  | 2014    | Punjabi        | Divertissement général | SD                  | Anciennement ETC Punjabi                                 |